# Geelpootduif
De geelpootduif (Columba pallidiceps) is een vogel uit de familie van duiven (Columbidae). De wetenschappelijke naam van de soort werd als Ianthaenas pallidiceps in 1878 gepubliceerd door Edward Pierson Ramsay. Het is een door jacht en habitatverlies kwetsbaar geworden vogelsoort die alleen voorkomt in de Bismarck-archipel en op de Salomonseilanden.

## Kenmerken
De vogel is 36 tot 38 cm lang en lijkt op de witkopduif (C. leucomela). Deze duif is veel donkerder, van boven zwart met een groene tot paarse glans in de veren. De kop is lichtgrijs, de buik en borst zijn ook donker met een paarse glans. Opvallend zijn verder de heldergele poten.

## Verspreiding en leefgebied
Deze soort komt voor in de Bismarck-archipel en op de Salomonseilanden. De leefgebieden van deze vogel liggen in ongerept regenwoud of oud secundair bos met grote bomen. De meeste waarnemingen komen uit bos in heuvelland tussen de 400 en 600 meter boven zeeniveau.

## Status
De grootte van de populatie werd in 2018 door BirdLife International geschat op 2,5 tot tien duizend volwassen individuen. De populatie-aantallen nemen af door jacht en habitatverlies. De leefgebied wordt aangetast door ontbossing, waarbij natuurlijk bos plaats maakt voor intensief agrarisch gebruikt land zoals de aanleg van oliepalmplantages. Om deze redenen staat deze soort als kwetsbaar op de Rode Lijst van de IUCN.